# Václav Havel
Václav Havel (Prága, 1936. október 5. – Vlčice, 2011. december 18.) cseh író, politikus, előbb csehszlovák (1989–1992), majd cseh köztársasági elnök (1993–2003). A „Visegrádi Négyek” egyik alapítója és a világpolitikát is befolyásoló európai gondolkodó volt. 1986-ban Erasmus-díjjal tüntették ki.

## Pályafutása
Václav Havel egy jómódú polgárcsaládban született Prágában. Az egyetemre nem nyert felvételt „burzsoá” származása miatt. Ezért egy laboratóriumban dolgozott segédként, valamint taxisofőr is volt, közben a Prágai Műszaki Egyetem esti tagozatát látogatta. 1960-tól egy színházban dolgozott, 1963-ban mutatták be első darabját. Ebben az időben már nyíltan hirdette azt a véleményét, hogy vissza kellene térni a két világháború közötti liberális, demokratikus tradíciókhoz. Az 1968-as csehszlovákiai invázió után eltiltották a színháztól, ezután fizikai munkás lett. Mivel részt vett a Charta ’77 mozgalomban (mint szóvivő), öt és fél évre bebörtönözték. 1989-re ő lett az emberi jogok és a politikai liberalizáció fő szószólója. A csehszlovákiai „bársonyos forradalomban” vezető szerepet töltött be, 1989. december 29-én a Csehszlovák Szövetségi Köztársaság elnökévé választotta meg a parlament Husák lemondása után.
Ő lett az 1990-es első szabad választások után Csehszlovákia első köztársasági elnöke is. Kiállt a csehek és szlovákok egy államban való maradása mellett. Kormányzása alatt saját minisztereivel került ellentétbe, mert a társadalmi igazságosság nevében nem értett egyet a gazdasági váltás ütemével, a kapitalizmus bevezetésének módjával. Amikor a szlovákok deklarálták függetlenségüket, lemondott. 1993-ban, az első csehországi elnökválasztáson ismét megválasztották, majd 1998-ban is. Továbbra is mint az ország erkölcsi és szociális lelkiismerete működött. Havel személyes presztízse nagyban hozzájárult ahhoz, hogy Csehország iránt a nemzetközi szimpátia megerősödött, sokan tisztelték igyekezetét, amellyel próbálta elősegíteni a megbékélés folyamatát Csehország és szomszédai között. Nagy szerepe volt annak az újfajta Európai Unió-képnek megformálásában is, mely a cseheket és más közép- és kelet-európai országokat az európai kultúra fővonalába helyezett. Az alkotmány megtiltotta Havelnek, hogy újra elnökké válasszák, tisztségében Klaus követte.

## Művei

### Drámái
Havel drámái a cseh neoavantgárd dráma abszurd irányzatába tartoznak.
- Kerti ünnepély (1963, fordította: Abody Béla)
- Leirat (1967, fordította Zádor András)
- Koldusopera[35] (1972)
- Audiencia (1975, fordította: Bojtár Endre)
- Verniszázs (1975, fordította: Bojtár Endre)
- Tiltakozás (1978, fordította: Varga György)
- Largo desolato (1984, fordította: Bojtár Endre)
- Kísértés (1985, fordította: Bojtár Endre)
- Területrendezés (1987, fordította: Varga György)

### Egyéb írások
- Jegyzőkönyvek (1966, kísérleti versek és tanulmányok, nincs magyar fordítása)
- A figyelem-összpontosítás csökkent lehetősége (1968, fordította: Zádor András)
- A kiszolgáltatottak hatalma (1990, Publicisztikai írások, esszék, fordította: Balla Kálmán)
- Levelek Olgának (1988)
- Távkihallgatás: Karel Hvízhd'ala beszélgetései Václav Havellel (1986, fordította: Varga György)

### Magyarul megjelent művei
- Kerti ünnepély. Játék; ford. Kosnar Sándor, Zsigó Károly; Színháztudományi Intézet, Bp., 1965 (Világszínház)
- Leirat. Színmű; ford. Bojtár Endre; Színháztudományi Intézet, Bp., 1967 (Világszínház)
- Audiencia; ford. Károly Ignác Ábrahám; ABC Független, Bp., 1983
- Audiencia / Lakásszentelő; ford. Károly Ignác Ábrahám; AB Független, Bp., 1983
- Largo desolato. Öt színmű / Kerti ünnepély / A leirat / Audiencia / Verniszázs; vál. V. Detre Zsuzsa, ford. Bojtár Endre, Zádor András, Varga György, V. Detre Zsuzsa, Bojtár Endre; Európa, Bp., 1989
- Audiencia; ford. Varga György; Madách Színház, Bp., 1989 Klasszis–Informatik, Bp., 1989 (Madách Színház műhelye)
- Távkihallgatás. Karel Hvízhd'ala beszélgetései Václav Havellel; ford., jegyz. Varga György; Interart, Bp., 1989
- Kísértés. Színmű 2 részben, 10 jelenetben / Területrendezés. Színmű öt felvonásban; ford. Bojtár Endre, Varga György; Interart, Bp., 1990
- A kiszolgáltatottak hatalma; vál. F. Kováts Piroska, Tőzsér Árpád, ford. Balla Kálmán et al., jegyz. Vilém Precan; Madách, Bratislava, 1991
- Kérem, röviden! Beszélgetés Karel Hvízd'alával, feljegyzések, dokumentumok; ford. Varga György, G. Kovács László; Ulpius-ház, Bp., 2007
- A szabadság igézete. Esszék, publicisztikai írások, beszédek; vál., szerk. G. Kovács László, ford. Beke Márton et al.; Kalligram, Pozsony, 2012